# بوت فارم
بوت فارم (بالإنجليزية: Pot Farm)‏ هي لعبة فيديو من نوع محاكاة وتقمص الأدوار تم إصدارها بواسطة إيست سايد غيمز في 2010. اللعبة مشابهة للعبة المزرعة السعيدة وفارم فيل.